# Elvinas Jankevičius

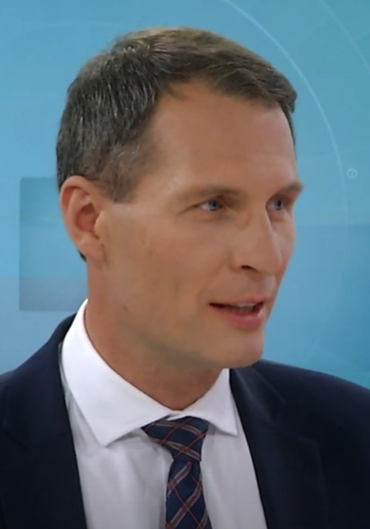
Elvinas Jankevičius, 2019

Elvinas Jankevičius (* 1. März 1976 in Vilnius) ist ein litauischer linker Politiker, von 2018  bis 2020 Justizminister Litauens, ehemaliger Innen-Vizeminister  und Bürgermeister von Varėna.

## Leben
Nach dem Abitur 1992 an der Mittelschule in Vilnius studierte Elvinas Jankevičius von 1997 bis 1998 Wirtschaft an der Universität Essen in Nordrhein-Westfalen.  2004 absolvierte Jankevičius das Studium der Wirtschaft und Soziologie und 2009 das Studium Politologie an der Vilniaus pedagoginis universitetas.
Von  2000 bis 2002 arbeitete Jankevičius im Unternehmen UAB Tele2. Von 2004 bis 2006 leitete er das Unternehmen UAB „Greito maitinimo tinklas“ als Direktor.
Von 2008 bis 2009 war Jankevičius Berater des Ministers am Gesundheitsministerium Litauens.
Von  2010 bis 2011 war er stellvertretender Direktor der Abteilung in der Stadtverwaltung der Stadtgemeinde Vilnius. 2011 nahm er an der Kommunalwahlen im Wahlbezirk Varėna teil und arbeitete von 2011 bis 2013 als Bürgermeister der Rajongemeinde Varėna.
Von 2013 bis 2016 war Jankevičius stellvertretender Innenminister Litauens, bis 2014 Stellvertreter des Ministers Dailis Barakauskas, von 2014 bis zum 30. Mai 2016 des Ministers Saulius Skvernelis und 2016 des Ministers Tomas Žilinskas im Kabinett Butkevičius. Er trat wegen der Kritik seiner Arbeit im Bereich der Migration zurück. Sein Nachfolger ist Justas Pankauskas. Jankevičius nahm an der Parlamentswahl in Litauen 2016 als Kandidat im Wahlbezirk Paneriai teil. Von 2017 bis 2018 war er Berater des litauischen Premierministers Saulius Skvernelis. Vom 15. Mai 2018 bis Dezember 2020 war er  Justizminister Litauens im Kabinett Skvernelis. Er wurde von Dalia Grybauskaitė ernannt (statt der zurückgetretenen Milda Vainiutė).
Jankevičius ist Mitglied von Lietuvos socialdemokratų partija.

## Familie
Jankevičius ist verheiratet. Mit Frau Aistė hat er die Tochter Austėja.